# Francisco Herrero
Francisco Herrero (nacido como Francisco López Herrero, el 14 de noviembre de 1944 en la ciudad de Madrid), es un pintor español famoso por sus cuadros de estilo expresionista, que ha expuesto en las mejores salas de toda España.
La mayoría de sus obras son de lugares urbanos, a los que le añade su estilo personal, retorciendo los edificios, distorsionando la realidad de los colores, para acabar costando encontrar alguna línea recta en alguno de ellos.
La calidad de su obra pictórica le ha hecho merecedor del premio Iberoamericano Fundación Carlos III, que consiste en un diploma con el escudo Real de Carlos III. El premio fue otorgado por primera vez el año 2019 en el campo de las artes y las letras, para reconocer a artistas y autores españoles e iberoamericanos su reconocida trayectoria y su merecido prestigio.

## Reseña biográfica
Francisco López Herrero, nace en Madrid el 1944. Titulado en arquitectura de interiores, diseño gráfico, artes plásticas y publicidad.
Realiza numerosos proyectos y obras en embajadas y empresas como Loewe en la ciudad de Madrid.
En 1972 contrae matrimonio con María Francisca Cereceda Hoyos, con la que tiene 3 hijos varones (David, Oscar y Francisco).
Trabaja durante más de 30 años como publicista en la empresa internacional Nivea, a la vez lo compagina con su otra profesión la artística como pintor y escultor.
A partir del año 2000, tras dejar a un lado su profesión como publicista su dedicación a las artes plásticas, será plena.
Ha expuesto en varias ciudades de España. Una de ellas fue en Burgos en la sala de exposiciones del "Arco de Santa María", exponiendo un total de 30 lienzos. Además en su ciudad natal Madrid, ha expuesto en el prestigioso "Club Alma", club privado en el que entre sus miembros se encuentra la alta sociedad de está ciudad, en la "Galería de arte David Bardía" e internacionalmente en el "Cercle de l'Union interalliée" de París, club privado el cual incluye realeza y figuras políticas entre sus miembros internacionales, establecido en 1917.
En el año 2019 es merecedor del premio Iberoamericano Fundación Carlos III, que consiste en un diploma con el escudo Real de Carlos III. Este premio ha sido convocado por primera vez este año 2019, para reconocer en el campo de las artes y las letras a artistas y autores españoles e iberoamericanos de reconocido prestigio.
Este mismo año 2019, tiene lugar la celebración de la quinta y última edición de la acción solidaria que organiza "Smylife Collection Beauty Art" en el Museo Thyssen-Bornemisza, donde se subastaron 26 esculturas decoradas por distintos artistas de renombre. Para este fantástico evento el artista decoró la figura de una venus a la que llamó "Venus de la  Tauromaquia", haciendo alusión al estilo torero de la misma. Todos los beneficios fueron destinados a la fundación Mensajeros de la Paz, que dirige Ángel García Rodríguez (Padre Ángel).
A principios del año 2020, Tiene lugar la subasta del cuadro titulado BIG-BEN, en el restaurante Le Gran Bistro Breteuil de París. El cuadro ha sido donado para que todo lo recaudado en su subasta, sea destinado a la fundación “THE CHILDREN for PEACE”. Esta es una ONG fundada con el propósito expreso de ayudar a los niños de todo el mundo que están en el estado de necesidad máxima para su supervivencia.
A finales del  mismo año 2020, el director de relaciones institucionales del "Real Madrid C.F.", "D. Emilio Butragueño" recibió en la ciudad Real Madrid la donación del cuadro "NUEVO ESTADIO SANTIAGO BERNABEU" para el fondo pictórico de la fundación Real Madrid. El cuadro representa como imagina el autor el futuro Estadio Santiago Bernabéu y su entorno urbano, tras los actuales trabajos de remodelación. "D. Emilio Butragueño" agradeció la donación por la "importancia del legado que se deja a las futuras generaciones" y señaló la importancia de que "cada vez más, arte y deporte vayan de la mano".

## Distinciones
- Premio Iberoamericano Fundación Carlos III (2019)